# 米利 (加利福尼亞州)
米利（英語：Miley）是位於美國加利福尼亞州弗雷斯諾縣的一個非建制地區。該地的面積和人口皆未知。

## 地理
米利的座標為36°37′20″N 119°32′49″W / 36.62222°N 119.54694°W，而該地的平均海拔高度為104米（即341英尺）。